# Ordine dei Serafini
L'Ordine dei Serafini (o dei Cherubini, o del Cordone Azzurro) è un ordine cavalleresco svedese. È la massima onorificenza della Svezia ed è una delle più antiche ancora esistenti.

## Storia
La sua istituzione viene tradizionalmente attribuita a Magnus III Ladulås (1275-1290) o a Magnus VII Eriksson Smek (1319-1356), che l'avrebbero istituito nel 1334 per commemorare l'apparizione nei cieli di Uppsala di una schiera di angeli durante un assedio dei pagani.
Decaduto progressivamente con la definitiva affermazione del cristianesimo nelle regioni scandinave, l'Ordine venne dissolto con la conversione della Svezia al luteranesimo. Nel periodo della dinastia Vasa, Eric XIV concesse un Ordine dell'Agnello di Dio durante la sua incoronazione nel 1561 e allo stesso modo, Giovanni III concesse l'Ordine del Nome di Gesù nel 1569, anche se si ha ragione di credere che tali ordini non abbiano avuto lunga vita e che fossero unicamente legati all'incoronazione regia come atto di benemerenza del monarca. Sappiamo inoltre che il re Carlo IX concesse l'Ordine Reale di Jehova (o Jehova Orderat) alla sua incoronazione nel 1606 come alternativa alla devozione cattolica che tributava attenzione al nome di Gesù. Carlo X Gustavo di Svezia conferì l'Ordine del Salvatore che già si avvicinava di più alla moderna concezione dell'Ordine dei Serafini, mostrante anch'esso le lettere greche IHS in diamanti e una croce, oltre a un nastro di colore rosa, di cui ancora alcuni esempi possono essere osservati oggi presso la collezione reale di gioielli di Stoccolma.
L'Ordine dei Serafini venne infine restaurato, insieme agli altri antichi ordini svedesi (Ordine della Spada e Ordine della Stella Polare), da Federico I il 23 febbraio 1748 in occasione del suo settantaduesimo genetliaco.
L'Ordine è stato riformato nel 1975: è costituito da un'unica classe di cavalieri e viene conferito solo ai membri della famiglia reale svedese, ai capi di Stato stranieri e ad altre personalità di rango equiparabile.

## Classi
L'Ordine dispone dell'unica classe di Cavaliere (RSerafO, in svedese RoKavKMO) che per le donne prende il nome di Membro (LSerafO, in svedese LoKavKMO).

## Insegne

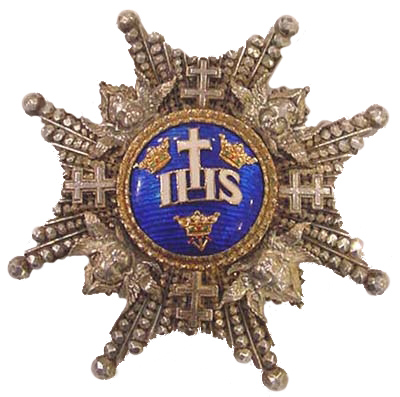
La placca dell'Ordine dei Serafini

- Il collare dell'Ordine è in oro con undici croci patriarcali smaltate di blu alternate a undici volti di serafini d'oro.
- La medaglia dell'Ordine consiste in una croce maltese smaltata di bianco con una croce patriarcale smaltata di rosso a ogni incrocio delle braccia, unitamente a dei serafini nella medesima posizione. Il diritto del disco centrale presenta uno sfondo a smalto blu riportante le lettere "IHS" smaltate di bianco fra tre corone reali (simbolo della Svezia); tra queste vi sono tre chiodi della Santa Croce. Il retro del disco è smaltato di blu con le lettere "FRS" (Fredericus, Rex Sueciae) smaltate di bianco. La medaglia termina con una corona d'oro.
- La placca dell'Ordine riprende il medesimo disegno della medaglia con l'eccezione delle croci e dei serafini che non sono smaltati e l'insegna non termina con una corona.
- Il nastro è azzurro.

## Insigniti notabili
- Napoleone Bonaparte, 1810
- Francesco Giuseppe I d'Austria, 1850
- Vittorio Emanuele II di Savoia, 1861
- Vittorio Emanuele III di Savoia, 1888
- Hirohito del Giappone, 1919
- Edoardo VIII del Regno Unito, 1923
- Benito Mussolini, 1930
- Ranieri III di Monaco, 1949
- Julius Nyerere, 1963
- Giuseppe Saragat, 1966
- Mohammad Reza Pahlavi, 1970
- Marcus Wallenberg, 1974
- Carlo III del Regno Unito, 1975
- Josip Broz Tito, 1976
- Valéry Giscard d'Estaing, 1980
- Nicolae Ceaușescu, 1980
- Mauno Koivisto, 1983
- François Mitterrand, 1984
- Francesco Cossiga, 1991
- Filippo VI di Spagna, 1991
- Lech Wałęsa, 1993
- Nelson Mandela, 1997
- Oscar Luigi Scalfaro, 1998
- Giorgio Napolitano, 2009
- Beji Caid Essebsi, 2015
- Guðni Thorlacius Jóhannesson, 2018
- Sergio Mattarella, 2018
- Moon Jae-in, 2019
- Frank-Walter Steinmeier, 2021
- Letizia Ortiz, 2021
- Máxima dei Paesi Bassi, 2022
- Alar Karis, 2023
- Emmanuel Macron, 2024
- Alexander Stubb, 2024
- Mary di Danimarca, 2024
- Halla Tómasdóttir, 2025

## Galleria d'immagini

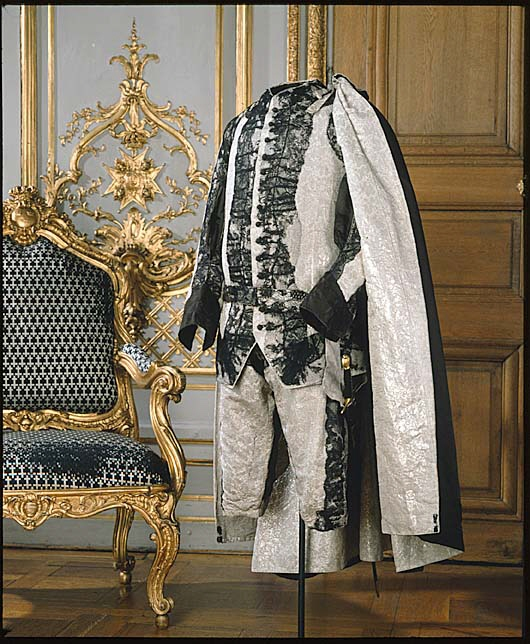
Foto della veste dell'Ordine appartenuta a Re Gustavo III di Svezia
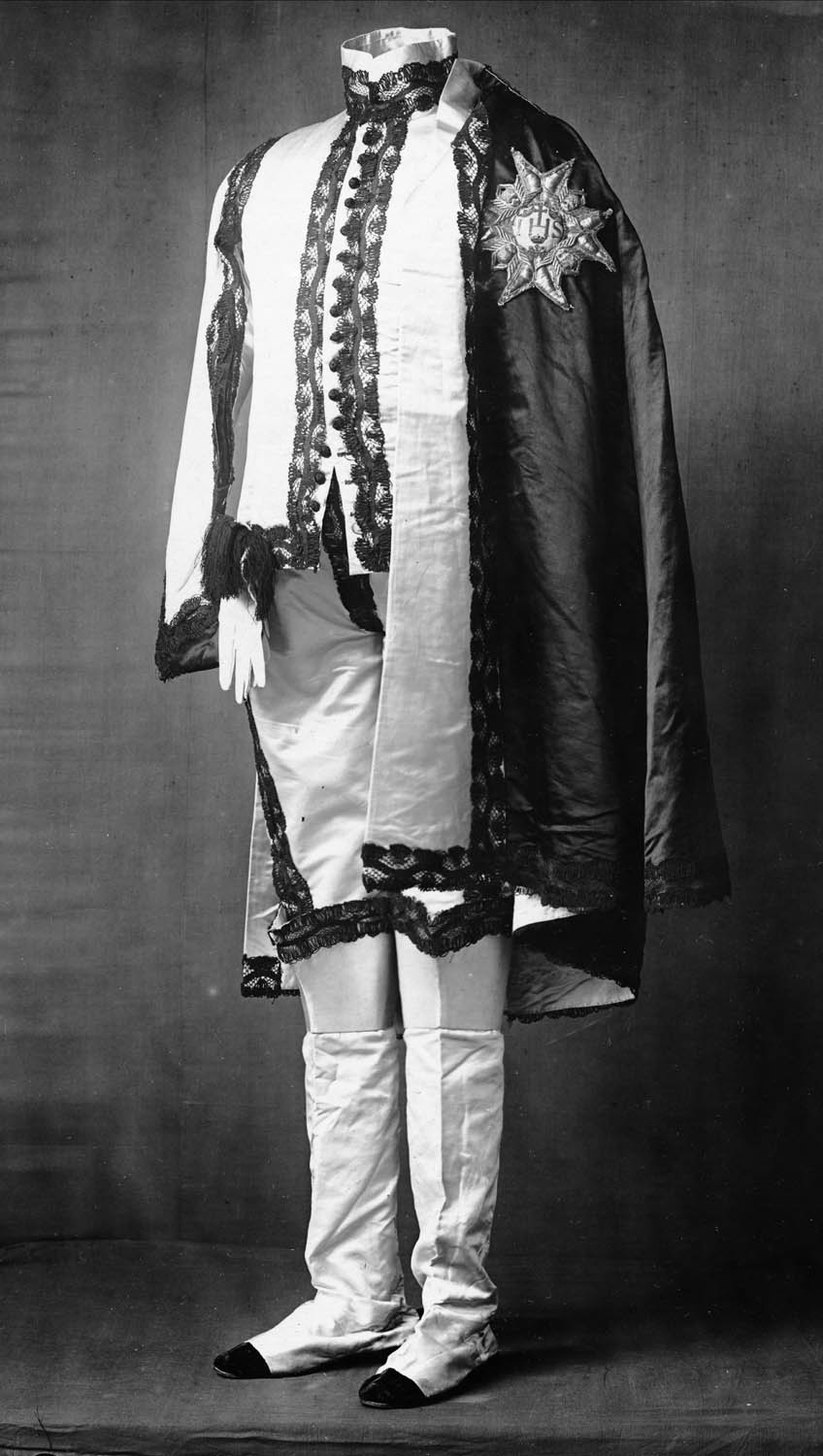
Foto dell'uniforme dell'Ordine
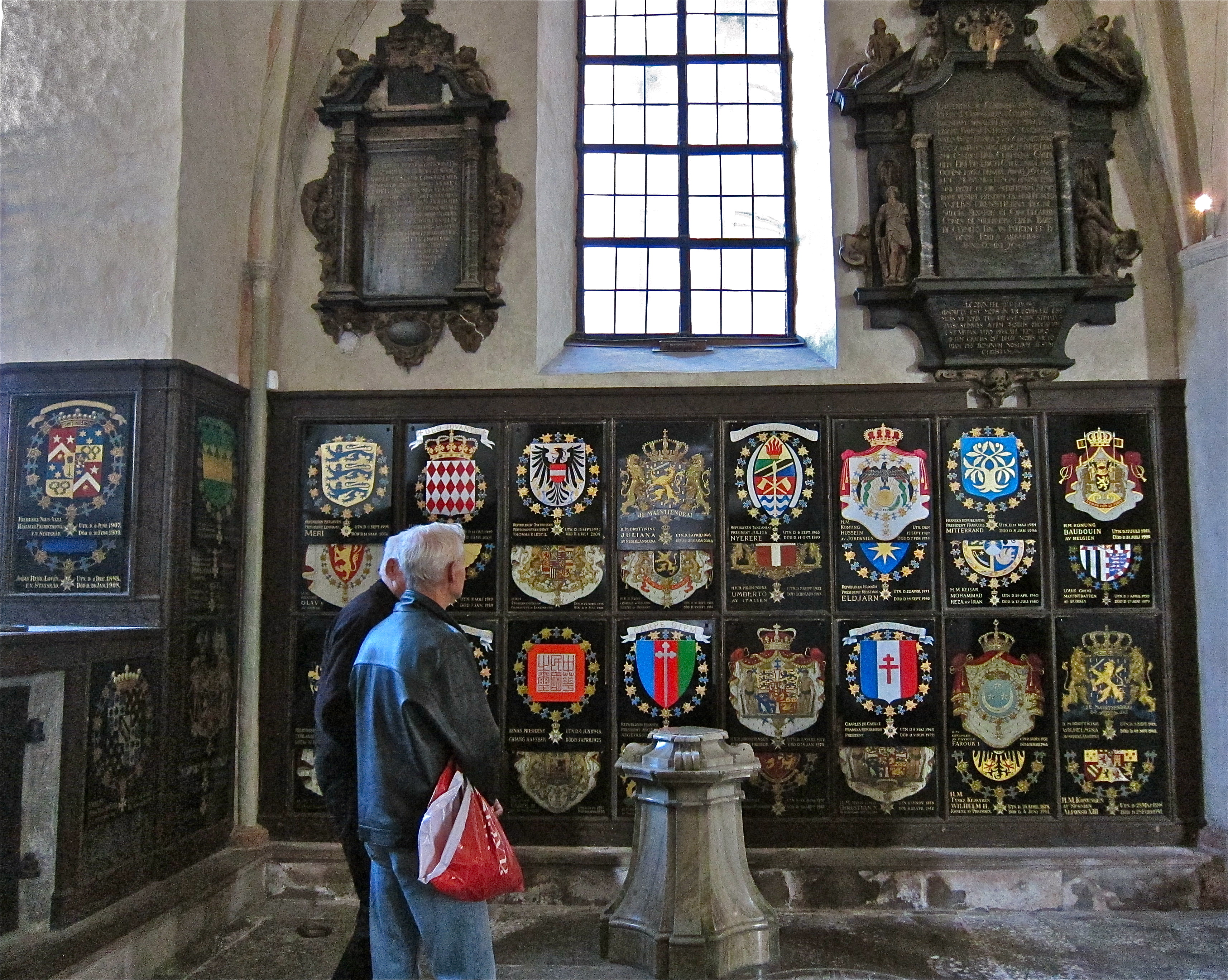
Blasone dell'Ordine dei Nyerere tra le insegne notabili dell'Ordine dei Serafini presso la Chiesa di Riddarholm all'interno del Gamla stan, Palazzo Reale di Stoccolma
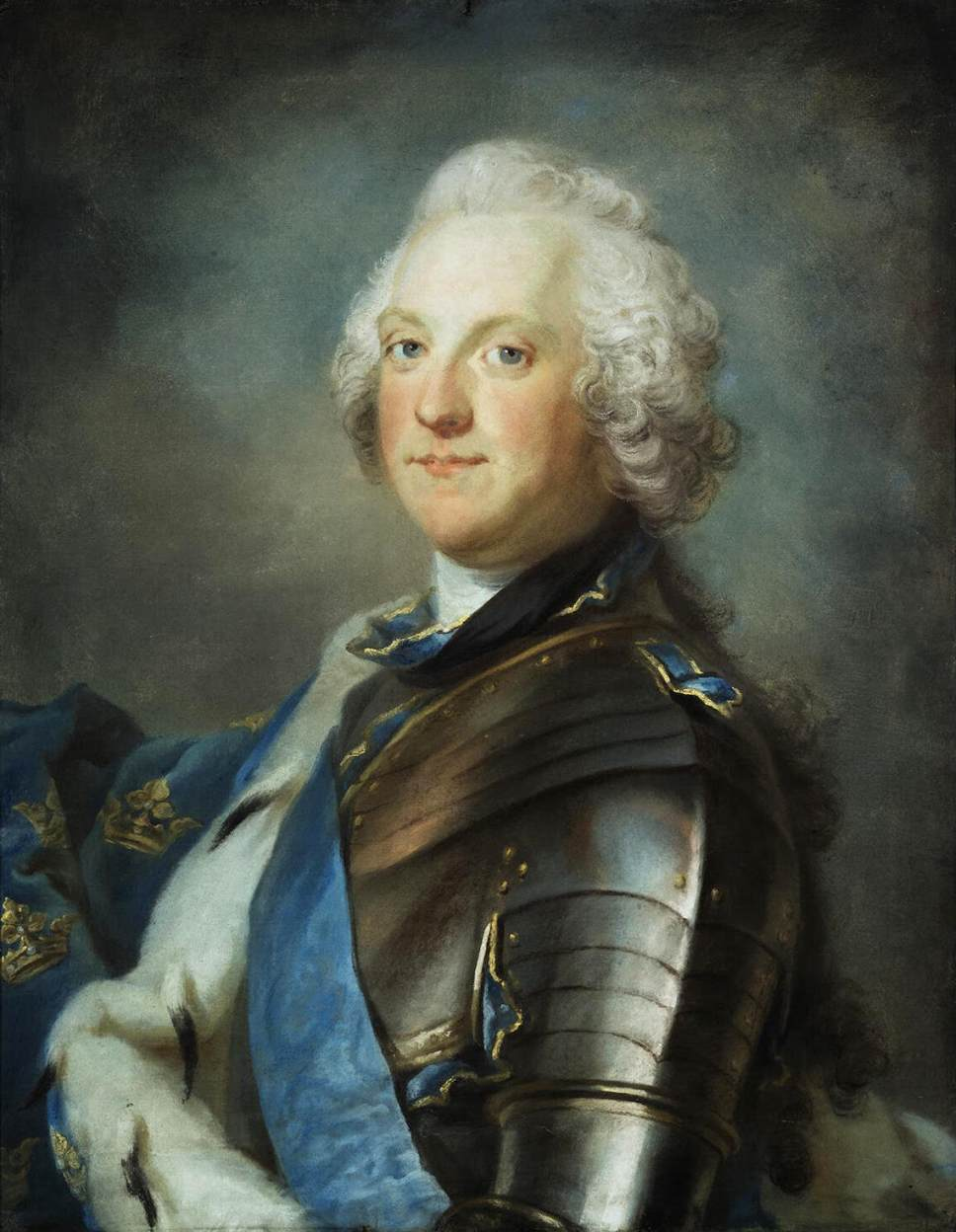
Adolfo Federico di Svezia
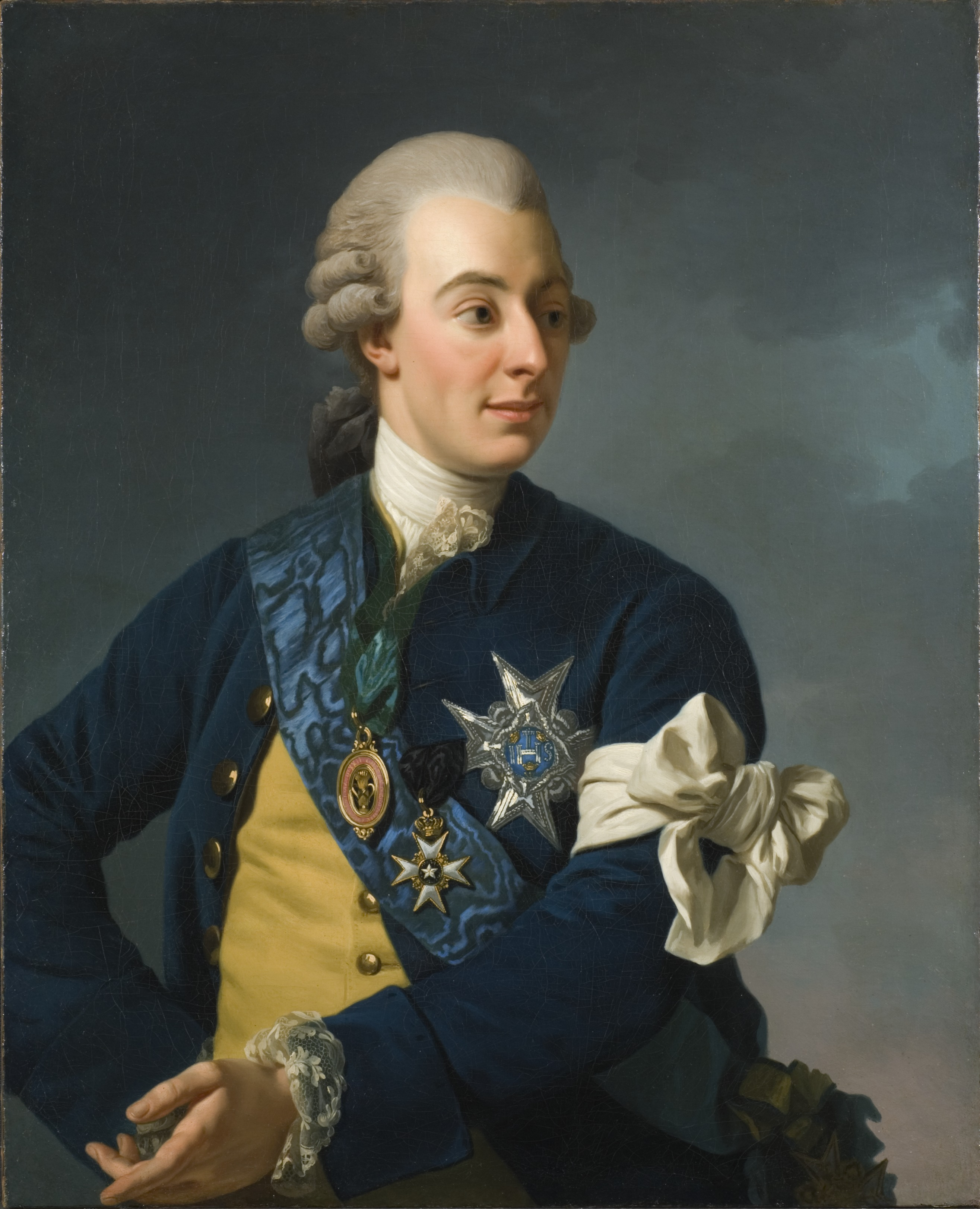
Gustavo III di Svezia
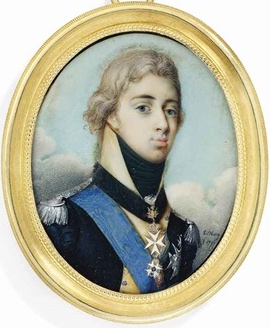
Gustavo IV Adolfo di Svezia
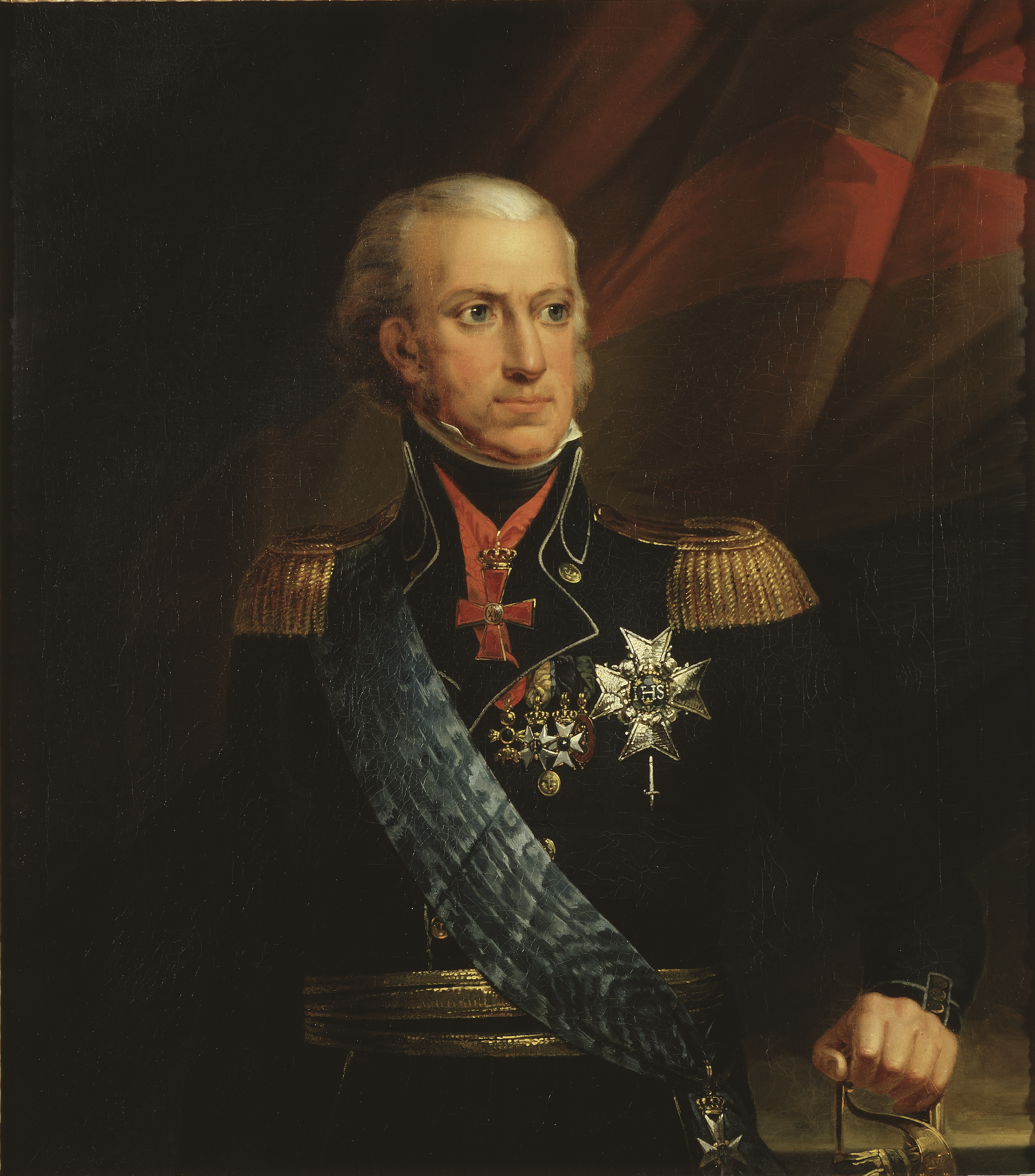
Carlo XIII di Svezia
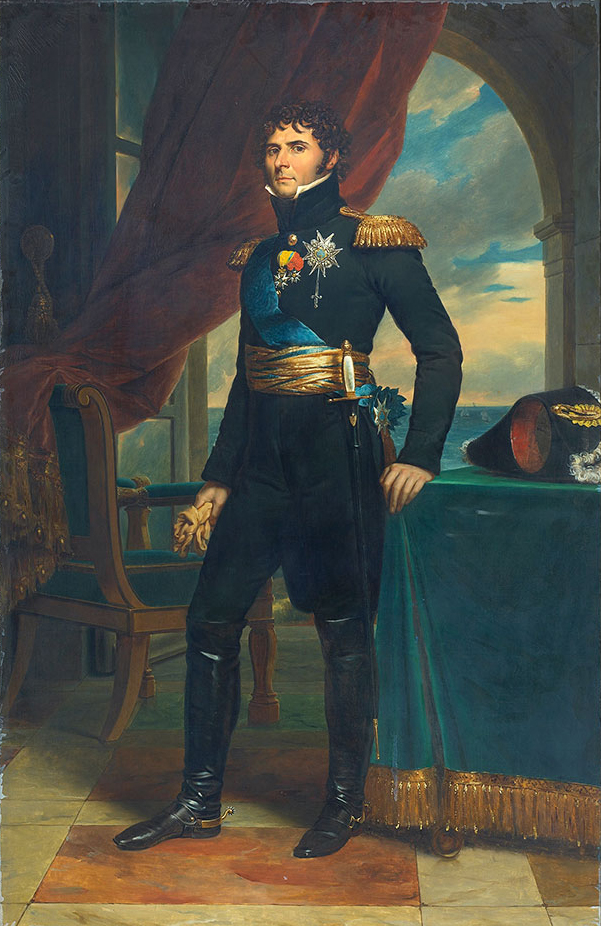
Jean-Baptiste Jules Bernadotte
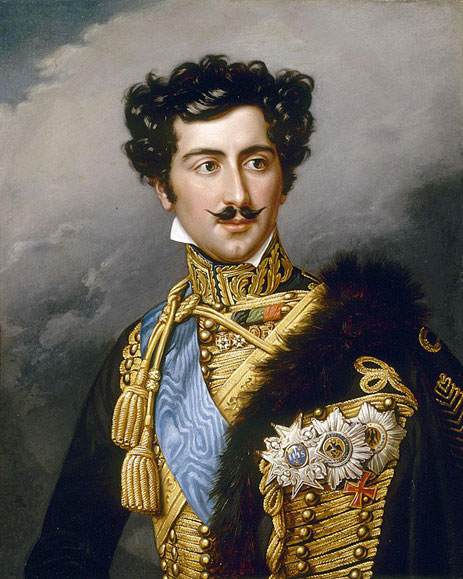
Oscar I di Svezia
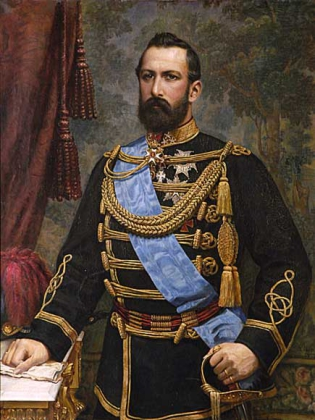
Carlo XV di Svezia
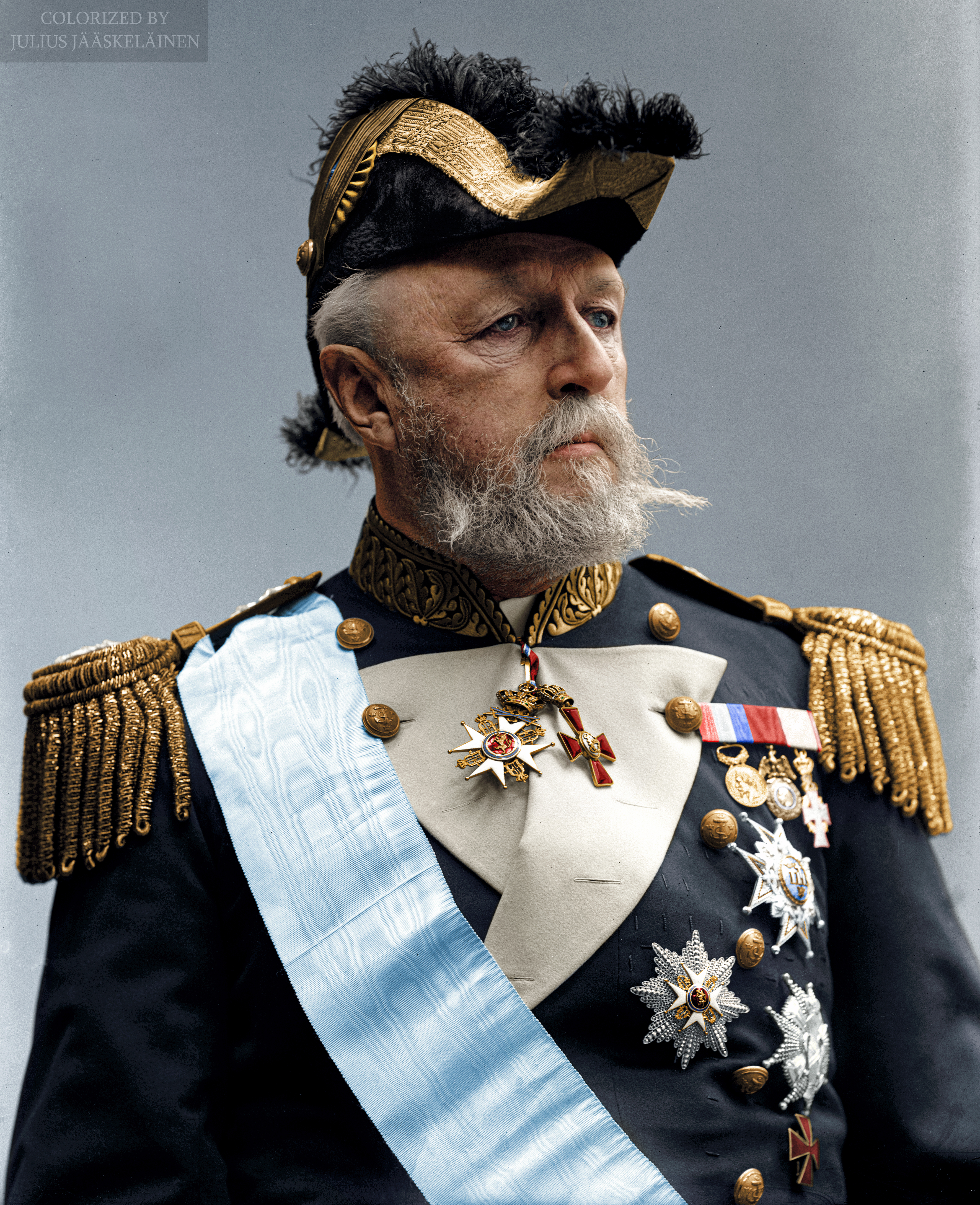
Oscar II di Svezia
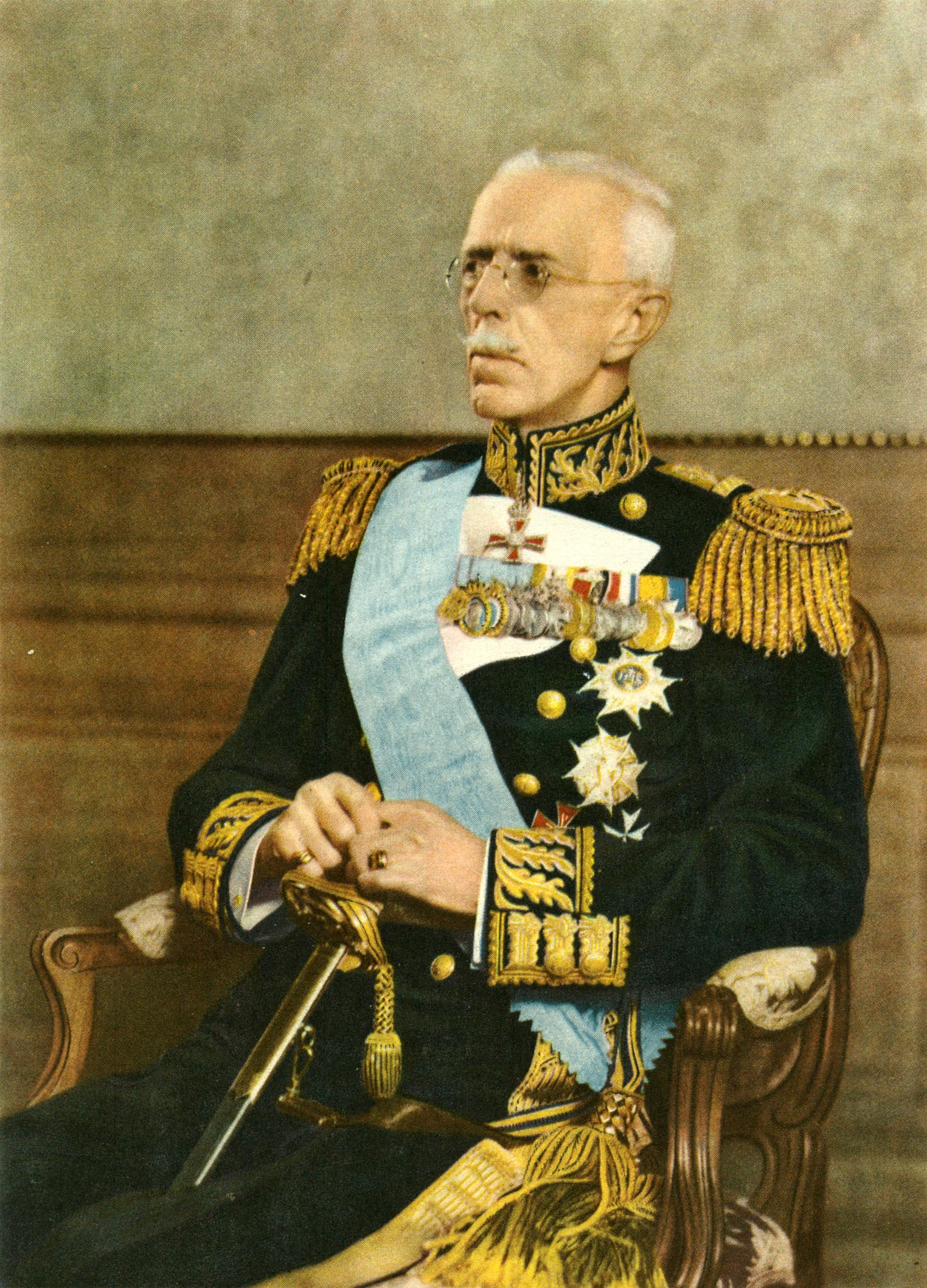
Gustavo V di Svezia
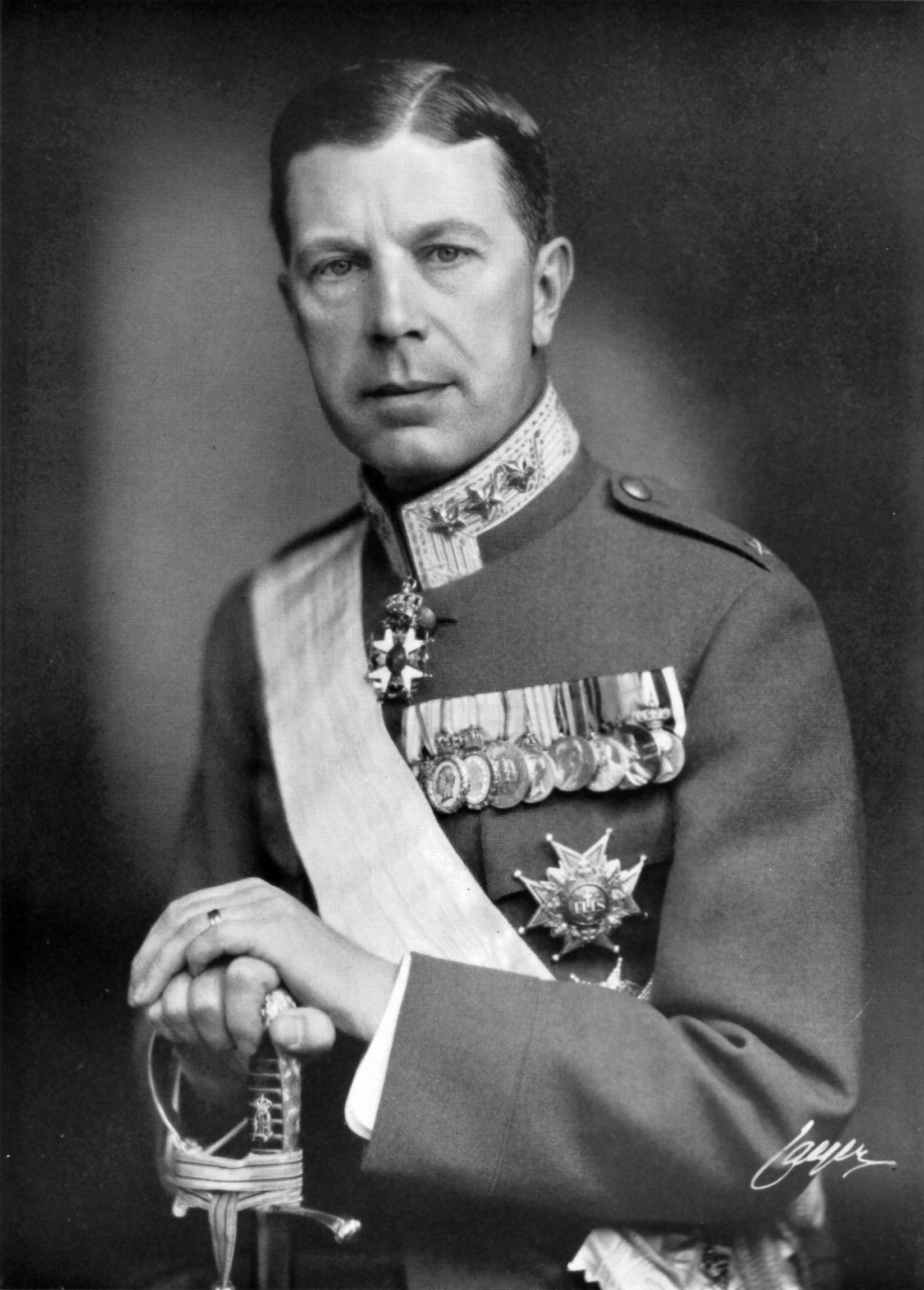
Gustavo VI Adolfo di Svezia
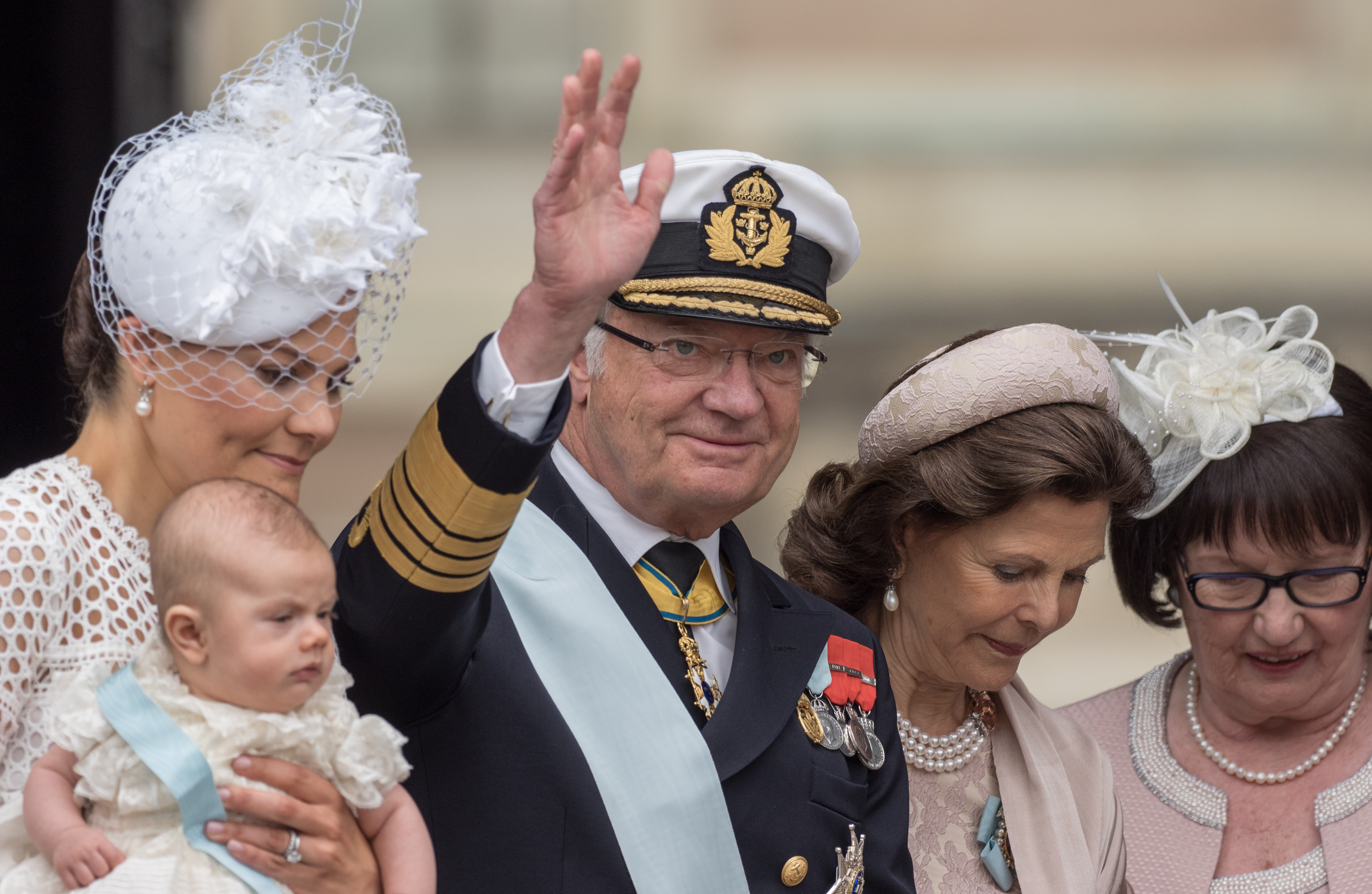
Carlo XVI Gustavo di Svezia, Silvia di Svezia, Vittoria di Svezia e Oscar di Svezia
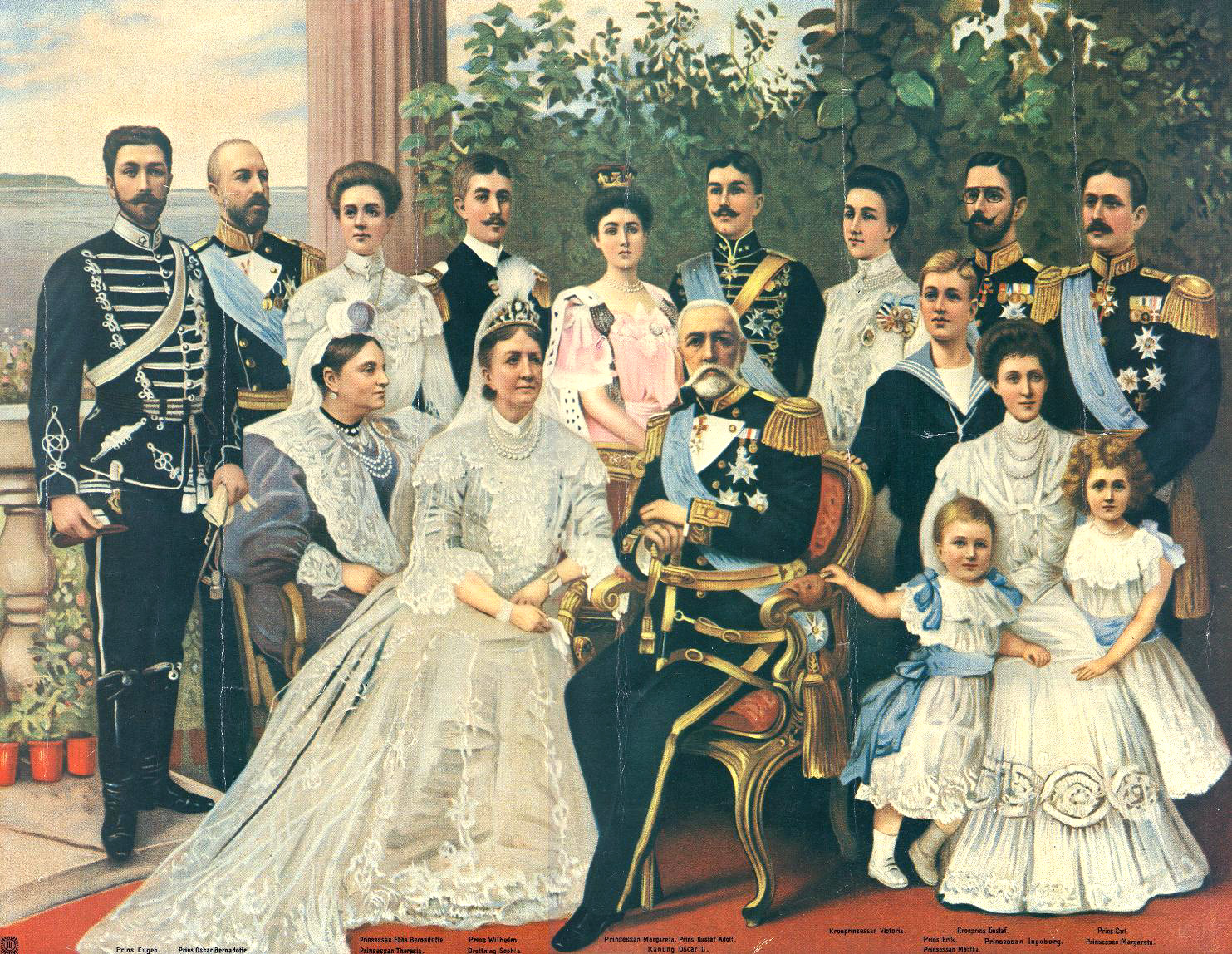
La famiglia reale svedese in cui si trovano molti Cavalieri di Gran Croce e Gran Maestri dell'Ordine dei Serafini